# محمدرضا صفدریان
محمدرضا صفدریان، یخ‌نورد و سنگ‌نورد ایرانی و متولد شهر اصفهان است که قهرمان جهان و دارنده ۲۴ مدال‌های آسیایی و جهانی در رشته یخ‌نوردی است. او برای اولین بار در تاریخ یخ‌نوردی ایران موفق به کسب مدال طلای جهان در مسابقات یخ‌نوردی جام جهانی ۲۰۱۸ ایتالیا و برنز اورال رنکینگ (قهرمان قهرمانان) مسابقات یخ‌نوردی جام‌های جهانی سال ۲۰۱۸ شد. سایت رسمی فدراسیون کوهنوردی جهان از او به عنوان «پسر تاریخ ساز یخ نوردی جهان» یاد کرد.
صفدریان سابقه حضور در ۵۶ دوره مسابقات قهرمانی جهان، جام جهانی و قهرمانی آسیا از سال ۲۰۱۳ تا کنون در کارنامه دارد و تا به این لحظه پر افتخارترین یخ نورد ایران شناخته می‌شود.
همچنین در سال ۲۰۲۴ با کسب مدال طلای قهرمانی جهان در گرایش سرعت موفق شد اسم خود را به عنوان تنها ورزشکار یخ‌نورد ایران که دارای مدال طلا جهان در دو گرایش لید و سرعت هست را ثبت نماید.

## زندگی‌نامه
صفدریان متولد روستای کهرویه شهرضا است. فعالیت سنگنوردی خود را از ۱۲ سالگی زیر نظر مربی سنگنوردی و یخ نوردی بنام کشور پیام رحمان ستایش شروع و از ۱۸ سالگی به صورت حرفه‌ای وارد رشته یخ نوردی شد که از سال ۲۰۱۳ به عضویت تیم ملی یخ نوردی ایران درآمد. او همچنین نخستین یخ نورد ایرانی است که موفق به حضور در فینال مسابقات جام جهانی و قهرمانی جهان در هر دو ماده سرعت و لید شده است و مدال جهانی انفرادی کسب نموده است لازم است ذکر شود در ورزش‌های دیگری نیزبه‌طور حرفه‌ای در حال فعالیت است. به طوری که در رشته رفتینگ به عضویت تیم ملی برای یک سال درآمده بود و در این رشته نیز به قهرمانی کشور نیز دست پیدا نموده است و همچنین در رشته‌های ورزشی دیگری همچون موتورسواری، اسلک لاین، سنگنوردی، دوچرخه سواری، دره نوردی، آفرود، هایلاین و … فعالیت می‌نماید.

## سایر افتخارات
- رتبه چهارم جهان در اورال رنکینگ مسابقات یخ نوردی جام جهانی سال ۲۰۲۰
- رتبه چهارم جهان در مسابقات یخ نوردی جام جهانی گرایش سختی مسیر (روسیه ۲۰۱۹)
- رتبه چهارم جهان در مسابقات یخ نوردی جام جهانی گرایش سختی مسیر (روسیه ۲۰۱۸)
- رتبه پنجم جهان در مسابقات یخ نوردی جام جهانی گرایش سرعت (سوئیس ۲۰۱۸)
- رتبه پنجم جهان در مسابقات یخ نوردی جام جهانی گرایش سختی مسیر (چین ۲۰۱۸)
- رتبه پنجم جهان در مسابقات یخ نوردی جام جهانی گرایش سرعت (ایتالیا ۲۰۱۶)
- رتبه ششم جهان در مسابقات یخ نوردی جام جهانی گرایش سختی مسیر (کره جنوبی ۲۰۱۸)
- رتبه ششم جهان در مسابقات یخ نوردی جام جهانی گرایش سرعت (ایتالیا ۲۰۱۶)
- رتبه هفتم جهان در مسابقات یخ نوردی جام جهانی گرایش سرعت (چین ۲۰۱۸)
- رتبه هشتم جهان در مسابقات یخ نوردی قهرمانی جهان گرایش سختی مسیر (فرانسه ۲۰۱۷)
- رتبه هفتم جهان در مسابقات یخ نوردی جام جهانی گرایش سرعت (ایتالیا ۲۰۱۷)
- رتبه هفتم جهان در مسابقات یخ نوردی جام جهانی گرایش سختی مسیر (کره جنوبی۲۰۱۶)
- جایگاه دوم تیمی در مسابقات یخ نوردی جام جهانی و قهرمانی آسیا (کره جنوبی ۲۰۱۴)[۱۵][۱۶][۱۷][۱۸][۱۹][۲۰]